# Dufourea fallugiae
Dufourea fallugiae är en biart som först beskrevs av Cockerell 1906.  Dufourea fallugiae ingår i släktet solbin, och familjen vägbin. Inga underarter finns listade i Catalogue of Life.